# ВЕС Бессакерф’єлет
ВЕС Бессакерф'єллет (норв. Bessakerfjellet vindpark) — норвезька наземна вітроелектростанція, споруджена в окрузі Сер-Тренделаг у регіоні Тренделаг (центральна частина узбережжя Норвезького моря, дещо північніше Тронгейма).
Розташована на висотах від 200 до 350 м над рівнем моря. Складається з 25 турбін Enercon E70/2300 потужністю по 2,3 МВт. Діаметр ротора турбін 71 метр, висота башти 64 м.
Розрахункове середньорічне виробництво електроенергії на ВЕС, введеній в експлуатацію у 2008 році, становить 176 млн кВт·год.